# Fuerte de San Fernando
El fuerte de San Fernando es una antigua fortaleza militar hoy desaparecida en la Ría de Pontevedra. Se encuentra en la localidad de Marín de la provincia de Pontevedra, comunidad autónoma de Galicia, en España. Fue construida en el siglo XVI.
Frente a este fuerte , en la ría, se encuentran la Isla de Tambo. Se construye para proteger el fondeadero de Marín de las incursiones de corsarios y piratas Berberiscos, Franceses e Ingleses principalmente. 

## Antecedentes
La villa de Marín y su coto pertenecían al antiguo priorato de Osera, por cesión que le hace el caballero Diego Arias de Deza cuando ingresa en el cenobio en 1115. 
Este lo había recibido de la Reina Urraca I de León en 1112 con una extensa jurisdicción marítima “toda la zona de mar conforme salía de la parte de Marín y tierra de Morrazo, Bueu, y Aldán, hasta las estela de Bayona, por una parte, y por otra, la que confina con Combarro, Samieira, Rajo, Sangenjo, Portonovo, tierra de la Lanzada e isla de Sálvora, hasta las Tranzoeiras de Aguiño”. 
Al morir su mujer, y sin descendencia ingresa en el cenobio, cediendo la villa y Coto de Marín a la orden. La cesión es confirmada por Alfonso VII mediante real carta suscrita en Toledo. La nobleza y mitra compostelana intentarán apropiarse del coto y sus aguas, siendo Suero de Oca] vigésimo tercer abad de Osera quien solicita finalice la intromisión de estos últimos.

## Origen
Los orígenes del fuerte de San Fernando se remontan a 1521 cuando el prior del monasterio de Osera encarga a los frailes Juan Álvarez y Antonio Jambrino la construcción de un fuerte que protegiese la entrada del fondeadero de San Xiao dos Ancorados. Este fuerte debía sustituir al pequeño castillo de la Mouta situado al pie de la playa de la Almunia (donde en este momento se sitúa el Ayuntamiento). 

## Historia
No parece haber pasado nunca de una batería mal dotada tanto de personal como de artillería, con épocas de abandono y reconstrucción. 
Durante el siglo XVII diferentes Gobernadores y Capitanes Generales de Galicia hacen llega a Rey Felipe IV la penosa situación de las defensas de Galicia. En 1624 Rodrigo Pacheco y Osorio III Marqués de Cerralbo insta a la Cofradía de Pescadores de Pontevedra a fortificar su ría. Le sucede Juan Alonso de Idiáquez, I Duque de Ciudad Real, trans constatar que solo las defensas de Coruña, Pontevedra y Bayona están en buen estado el resto todas dejan mucho que desear, propone construir dos fortalezas en Marín y Ares. 
En 1610 Don Rodrigo Pacheco y Osorio Gobernador del Reino de Galicia, a pedimiento del Abad de Oseira, mando que todos los vecinos de las feligresías de San Tomé de Piñeiro, San Andrés de Lourizán y San Martiño de Salcedo se añadiesen y anduviesen en la Compañía de Marín para la guardia del fuerte.
En 1623 se indica que un barco de Coímbra con cal para la construcción del fuerte, ha sido apresado por piratas Berberiscos.
Durante la tregua de la guerra con Portugal el nuevo Capitán General Guillén Ramón de Moneada, Marqués de Aytona, propone nuevos estudios para fortificar Marín.
Otras fuentes indican que en 1629 ; a requerimientos del Gobernador de ese momento Juan Fajardo de Guevara Córdoba y Velasco, Payo Montenegro y Sotomayor cabo de la villa de Pontevedra, encarga al cantero Juan de Sendon para levantar un fuerte en dicha Villa.
No aparece representado el fuerte en el detallado Atlas de Pedro Teixeira "La descripción de España y de las costas y puertos de sus reinos» mientras si representa las principales fortificaciones o villas amuralladas costeras en Galicia y Norte de Portugal desde Ribadeo a Caminha

Ria de Ponte Vedra, Pedro Teixeira (1634)

Ya en el siglo XVIII en 1712 Manoel Pimentel, Cosmógrafo del Rey de Portugal lo indica en sus mapas de la Ría de Pontevedra, aunque al Este de la Villa de Marín y su fondeadero. 

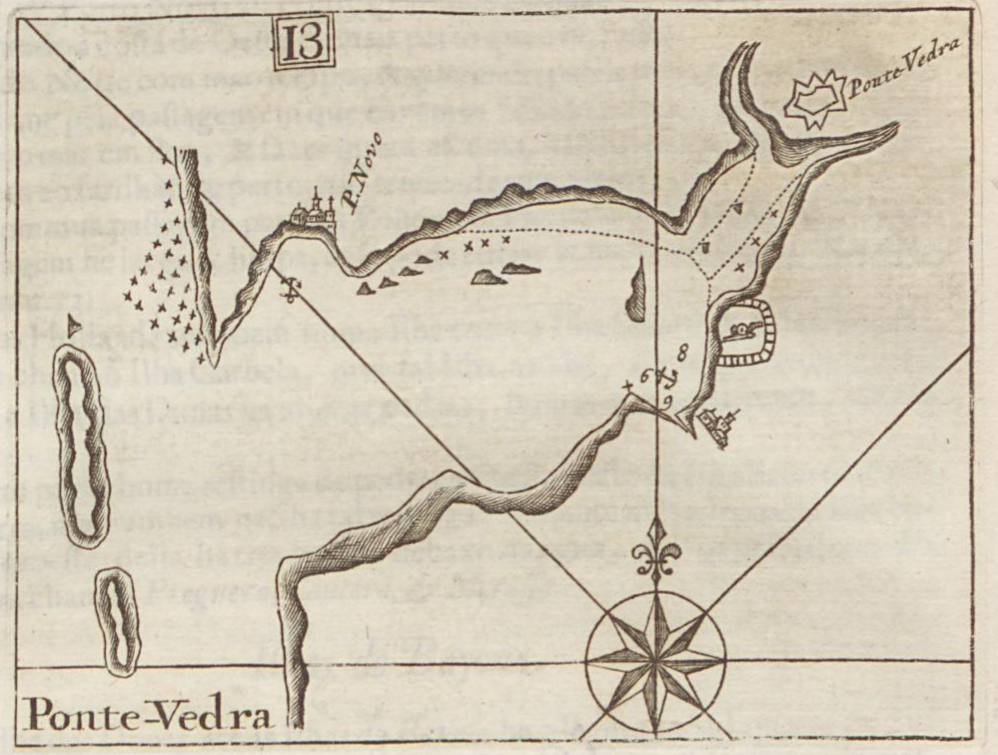
Arte de navegar, em que se ensinam as regras praticas, e o modo de cartear pela carta plana, & reduzida, o modo de graduar a Balestilla por via de numeros, & muitos problemas uteis à navegaçao & Roteiro das viagens, e costas maritimas de Guiné, Angola, Brasil, Indias, & Illhas Occidentales, & Orientaes

 

En abril de 1717 El Brigadier e Ingeniero D. Miguel Marín en su "Relación General de todas las Plazas, Castillos y Puestos Fortificados del Reyno de Galicia, como asimismo de toda la Costa que lo rodea, desde el Río Miño Raia de Portugal hasta Castropol..."  describe el fuerte de la siguiente forma 
Ria de Marín
Sigue esta al antecedente y entre la villa de este nombre, y la Ysla de Tamba, que esta enfrente ay un muy buen fondeadero para bastante numero de Navios gruesos en la parte inferior de la costa donde esta dha Villa hay una Bateria capaz de 13 Cañones, y no en mal estado pero desguarnecida. A la entrada de esta Ria, se forma otra que llaman de Aldan que es de bastante capacidad, tiene direccion Norte-Sur, y su boca al Norte, sin partiucularidad de consideracion
...
Coruña a 2o de abril del Año de 1717 Exmo Sor Marques de Risburg"
Durante la Guerra de la Cuádruple Alianza en el año 1719 tras el intento de expedición de apoyo a los Jacobitas, una fuerza de castigo fue preparada por Lord Cobham con la ayuda naval del Vicealmirante James Mighels se adentra en la Ría de Vigo para atacar esta plaza el 1 de octubre (10 de octubre fecha del calendario Gregoriano). Consigue la capitulación de la plaza y la salida de las tropas desarmadas en dirección a Ponte Sampaio. Arrasan Vigo y Redondela, capturan diferentes barcos, tras varios días de saqueos, el 12 de octubre parte de las tropas del General Wade se dirigen a Pontevedra y parece que también destruyen el Fuerte de Marín. 
On the 12th of October, his Lordship detached General Wade with 1000 Men, who inbarking in four Transports, with a Bombvesel, whent up to Ponte Vedra, which they entered without any Opposition, though the. Garrison which marched out of Vigo was there, with some other forces, maiking together 13 Companies; but on his Approach they abandoned the Place, taking with them the principal Inhabitants, The Arsenal there, in which were Barracks for 2900 Men, as also 5000 small Arms, near 300 Barrels of Powder, and Abundance of other Stores, was burnt; and Fort Marine, about four Miles from thence was blown up : At Ponte Vedra and at that Fort two Brass Cannon of 24 Pound Ball, four 24 Pounders, and seven others, with three Brass Mortars, were taken and sent down to Vigo, and 86 Iron Cannon were nailed and spoiled. On the 24th General Wade returned to Vigo. 
Parece que John Ligonier Hugonote refugiado en Inglaterra de origen francés, dirige a los asaltantes al fuerte de Marín con solo 100 hombres, aunque las diferentes citas, de más de100 años después, parecen exagerar el tamaño de este fuerte. 
John Ligonier, ... In 1719, he assisted, as colonel and adjutant-general, at the attack made by Lord Cobham on Vigo; and, after the capture of Ponte Vedra, reduced Fort Marin, at the head of only a hundred grenadiers, although it contained twenty pieces of cannon, and a garrison of two hundred men.
Detached to attack the city of Ponto Vedra, he took it; amd at the head of a hundred grenadiers reduced Fort Marin, in wich was a garrison of two hundred men, with twenty pieces of cannon.
Two years later he sailed with Lord Cbham for Vigo as adjutant-general; and greatly distinguished himself by carrying the strongly held Fort Marin, sword in hand at the head of a hundred grenadiers. 
 

En una de las versiones española "Relación del sitio del puerto de Vigo ejecutado por los ingleses, el año de 1719" Manuel de Villegas y Piñateli; citan lo siguiente sobre el fuerte volviendo a la docena de cañones frente a los 20 de las crónicas inglesas: 
En Pontevedra, que está en la Provincia de Santiago había una casa fuerte que llamaban Maestranza, la cual era uno como Almacén de Armas antiguas granadas Bombas, polvora y algunas piezas de Artillería fundidas siendo capitán General el Duque de Hijar. Una legua la ría abajo esta el fuerte de Marín, para defensa del puerto, que tenía 12 cañones de fierro.
...A los principios de Noviembre abandonaron los enemigos a Pontevedra, a cuya ría havían traydo cinco navios, para con sus lanchas embarcar la artillería, y otras cosas que sacaron de aquella Villa, y su maestranza á la cual- antes de salir dejaron una mina (por ser casas del Rey) que la hechó por tierra la mayor parte, quemando lo que no pudieron llevar de ella. Tambien pegaron fuego á la casas o Palacio del Arzobispo que era de muy linda fábrica, y a la carcel que también era suya, como señor temporal que es de Pontevedra, y juntamente clavaron y quitaron los muñones a las doce piezas de hierro que tenía el fuerte del puerto de Marín.
 

 El Capitán General de Galicia Claude Abraham Thubieres de Grimoard , I Duque de Caylus, (desde agosto de 1722 hasta 1735) en su "Relación del estado de las Plazas, castillos, y Fuertes de este Reyno de Galicia" de 1723 indica

"Hallase el Puerto dey lugar de Marín, una legua de Pontevedra, avaxo del Río, y sobre una punta: al lado de dicho lugar está situado el castillo de Marín, es un zercado de piedras secas, alto, de cinco a seis pies, sin fosso, ni cassa ninguna de fortificazión, que enzierra dos malas vaterias, para la defensa de un Puerto, muy aproposito para el comercio de Pontevedra, y del País de su zercania; tiene fondo y capacidad para navios de guerra.
No hay en este Castillo quarteles, Almazenes, ni cuerpo de guardia, ni cassa ninguna, y así no se debe reputar por Castillo.
Con vendría mucho al servicio de S.M. que se hiziese nuevo por razón del Puerto y Ría, donde han llegado diversas vezes navios de las Indias, y en este año los del Consejo"
En su recorrido por Galicia D. Cosme Álvarez después de recorrer la Ria de Vigo llega a la de Pontevedra el 15 de agosto de 1749; cuando se refiere a esta, indica que sería más fácil de defender por tierra que la de Vigo pues dista de Portugal más de siete leguas. 
"También en Marín se pudiera hazer una escollera, que corriese desde la Capilla de la Barra, formando ángulo obtuso hasta unirse a la Ysla. Esta se haría de 40 brazas de ancho amontonando piedra, que se sacaría de la misma Ysla, la que insensiblemente se iría allanando, para construir sobre ella una fortificación, que batiese todas las avenidas. Sobre la escollera se establecería un muelle; a este muelle se amarrarían los Navíos en las Ymbernadas, de modo que caben mas de quarenta en línea, sin los que estarían al abrigo de la Ysla"  
El 2 de diciembre de 1749 envía Cosme Álvarez los planos y memorias de las tres posibles ubicaciones al Marqués de la Ensenada.
El 14 de enero de 1750 el Marqués de la Ensenada en carta a D. Cosme Álvarez de los Ríos decide, tras presentar informes al rey Fernando VI; que debe ser Ferrol y no la Ría de Pontevedra y Marín donde se construya el nuevo arsenal, comparando los planos recibidos para ambas localizaciones, seguridad, entrada a la ría, fortificaciones y difícil invasión por mar y tierra. Aun así en esta fase de impulso de la construcción naval y de las defensas marítimas, se comienzan obras de mejora en el fuerte para proteger su fondeadero. 

En 1757 el ingeniero militar D. Francisco LLobet en su "Descripción de las plazas y puestos fortificados del Reyno de Galicia" indica lo siguiente con una descripción muy similar a la de D. Cosme Álvarez 
"Ala de Arosa sigue luego la Ria de Pontevedra o de Marín entre cuya Villa y la Ysla de Tambo que le está alfrente ay un mui buen fondeadero para bastante numero de Navios gruesos y está en lo más interior dela Ria donde se halla una Batería de 13 Cañones. El Gefe de la Escuadra Dn. Cosme Alvarez manifestava una particular inclinación aesta Ria desde que hubo reconocido y examinado sus circunstancias y su sentir era que para la seguridad de nuestra marina importaría que se practicase un Muelle con su bateria alextremo en el propio sitio y delante dela que oy existe, y otro Muelle tambien en su Batería en la punta de Untele cuyos fuegos cruzan la entrada de este fondeadero y que en la Ysla de Tambo combenia igualmente se estableciera un reducto para impedir que el enemigo se apoderase de ella y desde donde podria hazer mucho daño anuestros Navios que estubiesen refugiados en la parte interior de otros Muelles; yasi mismo que desde la punta del Boy dela citada Ysla hasta la Costa Norte se formase una línea de Mogotes con piedra escollera para impedir que un enemigo se introdujera por aquella parte en el fondeadero no debiéndola serrar del todo por dejar desagüe délos vertientes del Pais libres ya que caminan por aqulla Dirección. Ala entrada de esta ría se forma otra que llaman aldan que es segura y bastante capaz en dirección Norte Sur y su boca al Norte sin particualaridad que sea de consideración.
En la Villa de Pontevedra que se halla algo tierra dentro del Puerto o Ria avia antiguamente un espacioso edificio que tenia el destino de Maestranza para Pertrechos de Guerra y sus correspondientes Almacenes el qual le arruynaron los Yngleses en el año 1710 y haviendo el vecindario de la misma Villa solicitado su redificacion en el año de 1738 se levantó sobre sus ruinas un Cuerpo de Cuartel sencillo y ateja vana en el que se acomodan 500; Ynfantes o 120 cavallos con igual numero de soldados"
NOTA: el ataque Ingles que cita es el del 1719 
En el Archivo del Museo Naval de Madrid se encuentran los planos de un Proyecto para un gran muelle en la Villa de Marín que lo uniría con la Isla de Tambo, de fecha indeterminada, pero que refleja todas estas ideas reflejadas en el anterior escrito de D. Francisco Llobet y anteriormente por D. Cosme Álvarez- Bien podrían ser los proyectos para este Arsenal en Marín presentados a Ensenada. 

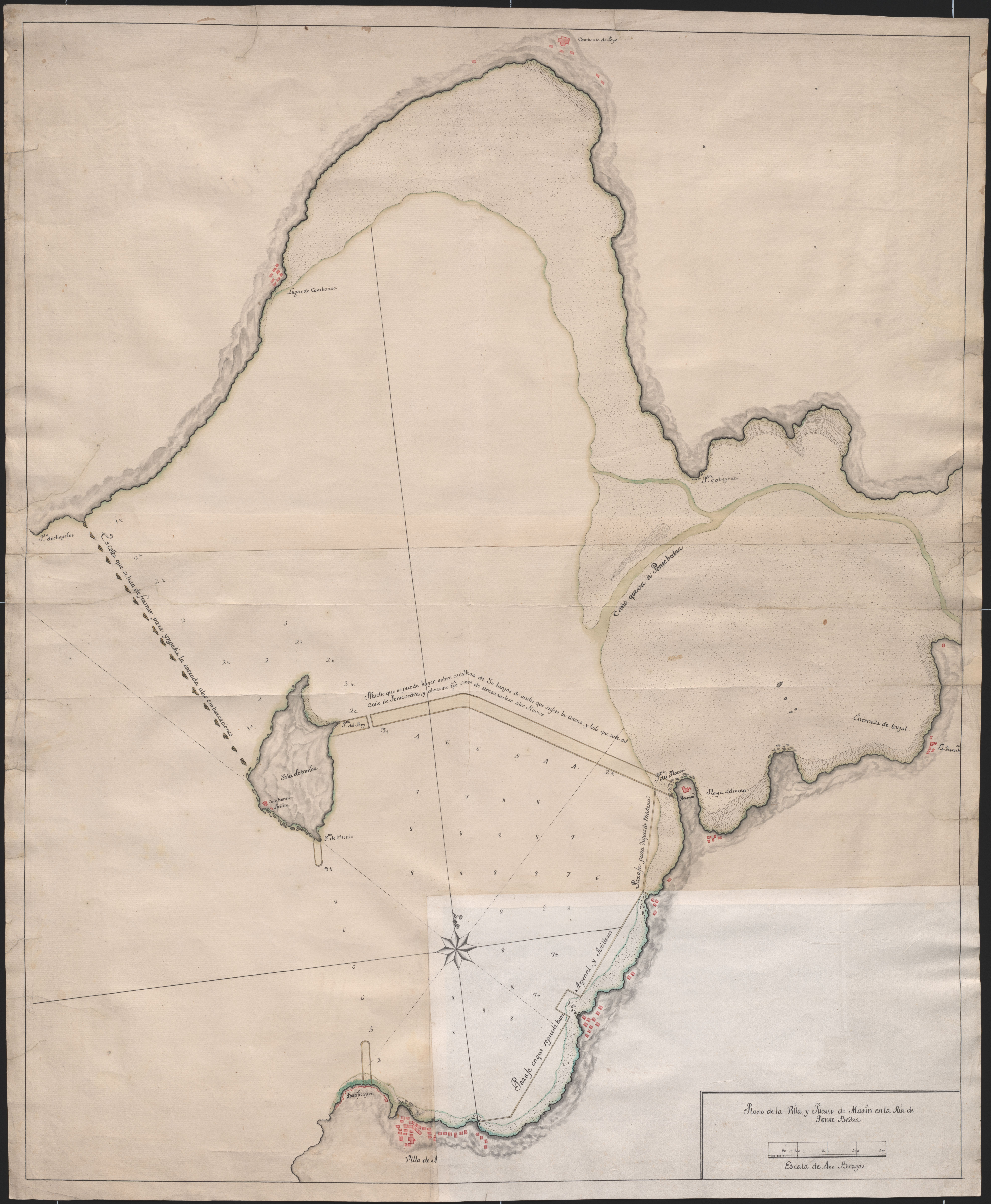
Plano de la villa y puerto de Marín en la Ría de Ponte Bedra

 

En 1757 el mismo ingeniero detallan dos nuevos edificios a añadir a las construcciones existentes. 

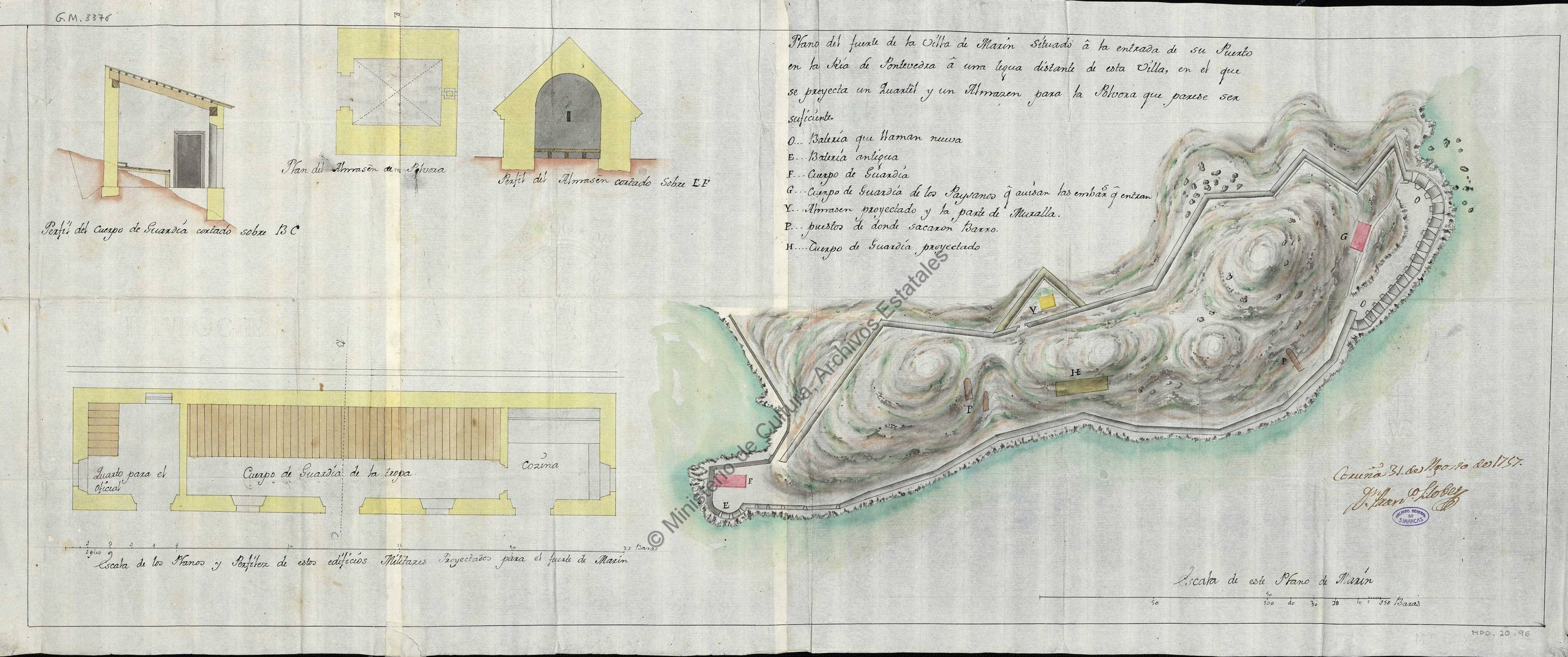
Plano del fuerte de la Villa de Marin situado a la entrada de su Puerto en la Ria de Pontevedra a una legua distante de esta villa en el que se proyecta un Quartel y un Almazen para la polvora que parece ser suficiente. Francisco Llobet 1757

Existe otro planos sin firma muy similares detallado estas construcciones de fecha próxima. 

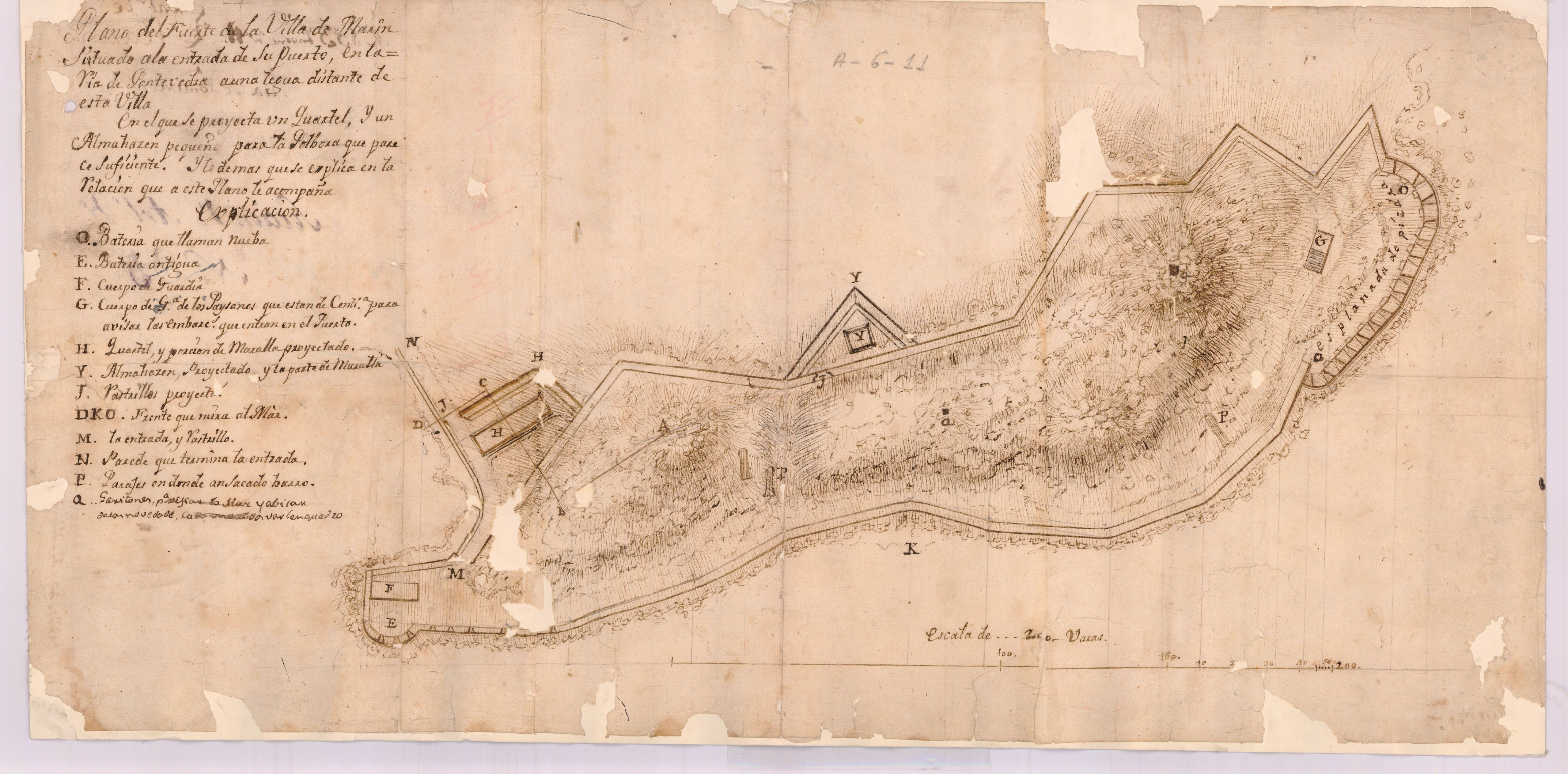
Plano del Fuerte de la Villa de Marín situado ala entrada de su puerto en la Ria de Pontevedra a una legua distante de esta Villa en el que se proyecta un Quartel, y un Almahazen pequeño para la Polbora que parece suficiente, y lo demás que se explica en la Relacion que a este Plano le acompaña
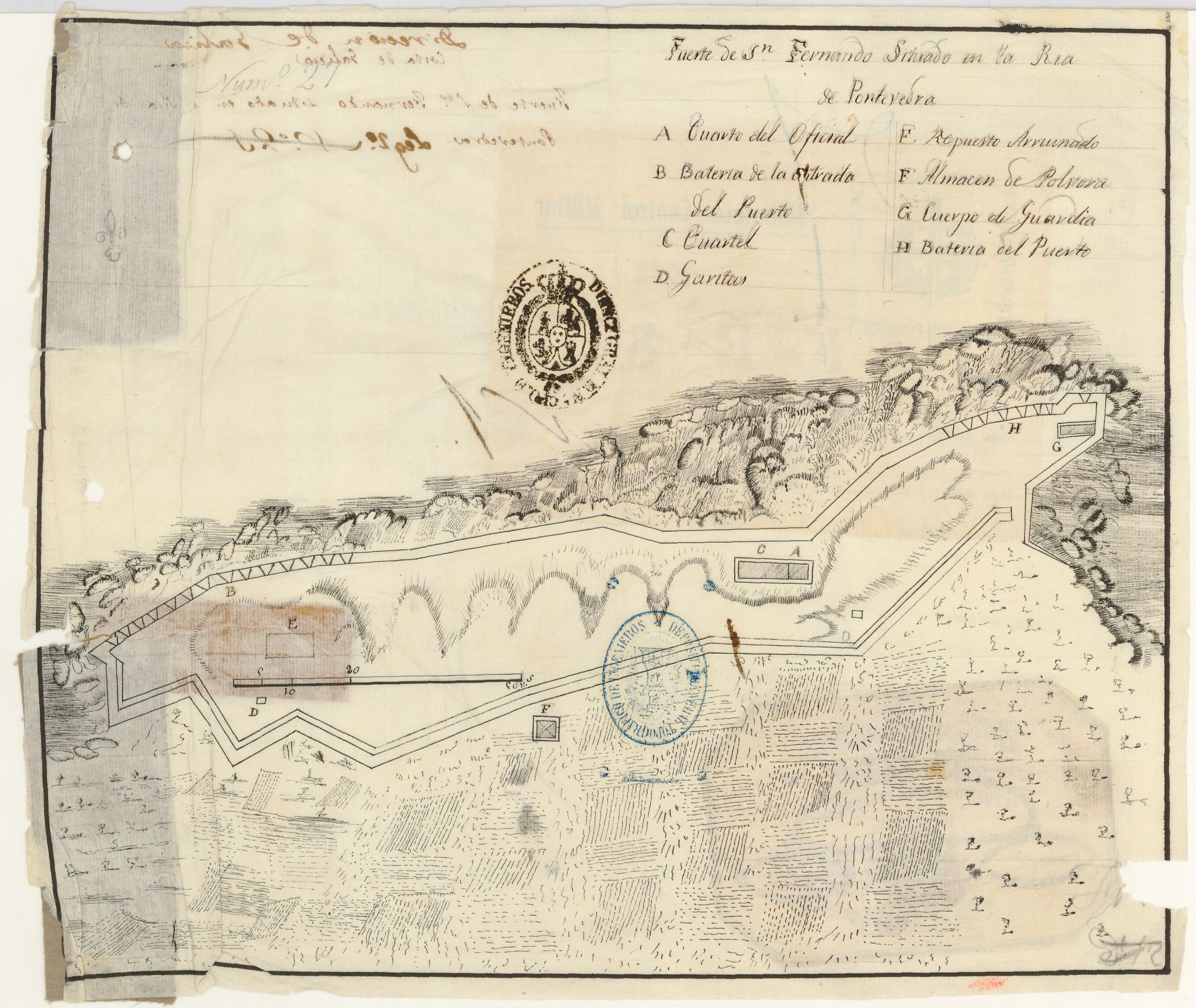
Fuerte de Sn. Fernando situado en la Ria de Pontevedra

En fecha indeterminada del siglo XVIII se proyecta la remodelación total de su apariencia.

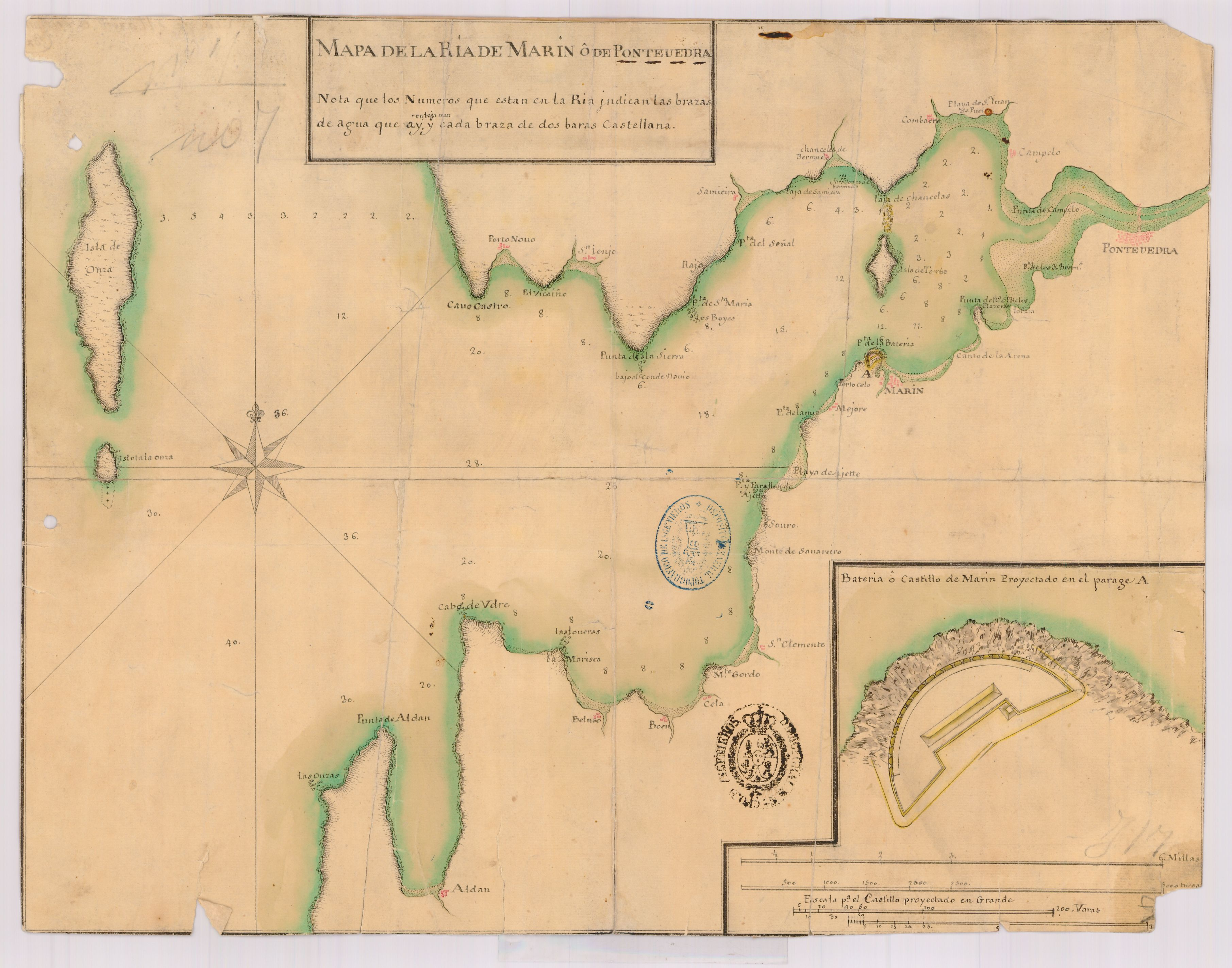
Mapa de la Ria de Marín o de Pontevedra, proyecto castillo-batería
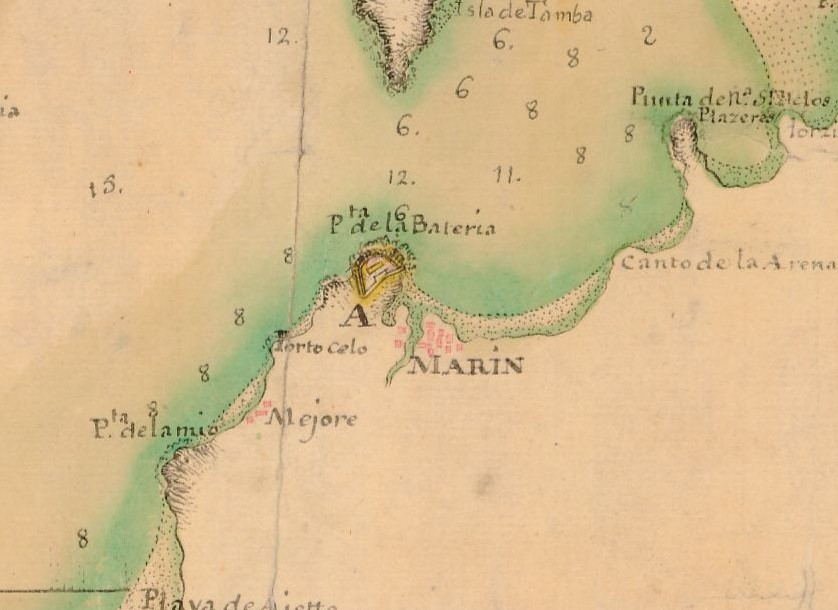
Mapa de la Ria de Marín o de Pontevedra, ubicación proyecto castillo-batería
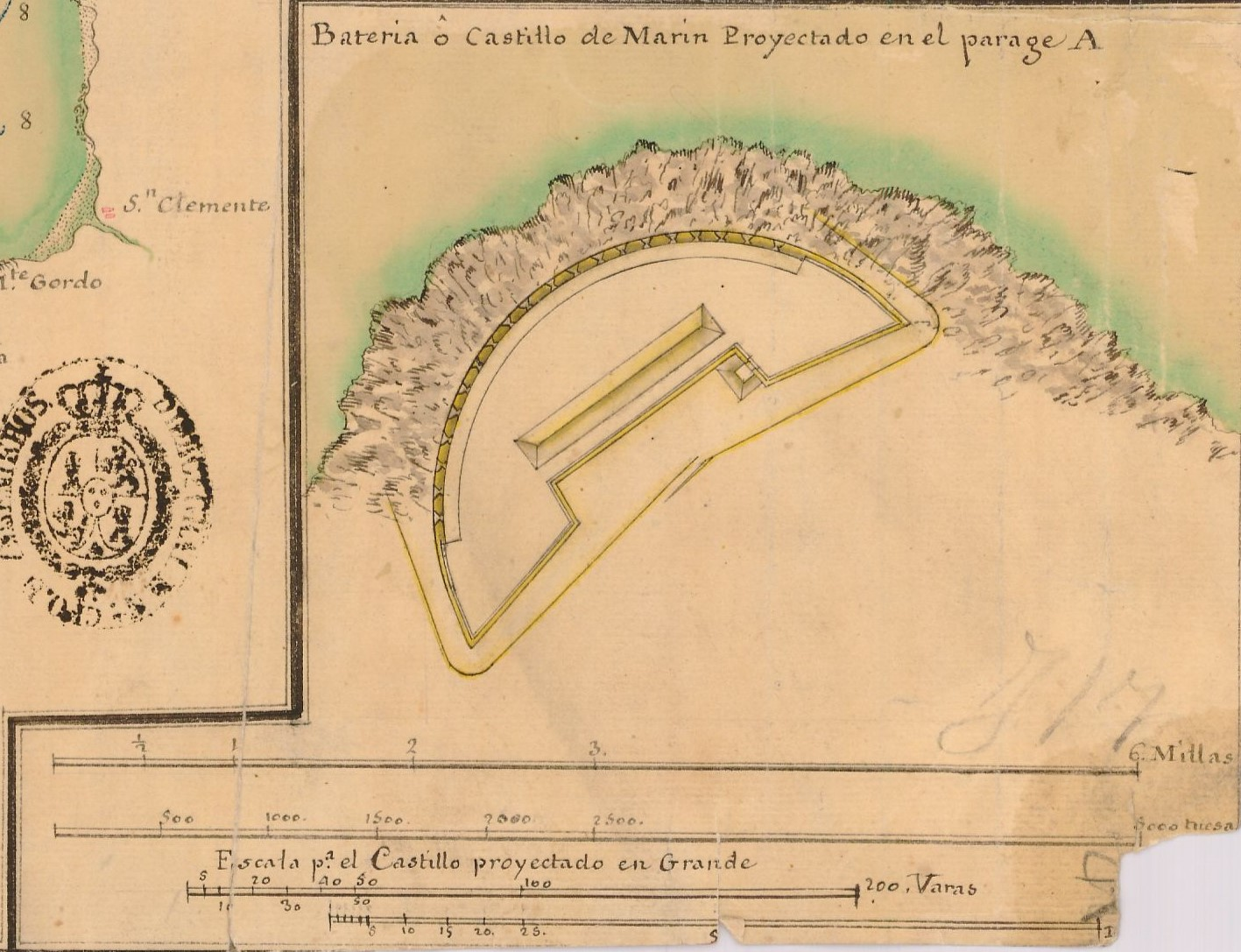
Mapa de la Ria de Marín o de Pontevedra, detalle proyecto castillo-batería

En 1760 se realizan nuevas obras para acondicionar el fuerte y también su almacén de pólvora, con un plano detallado de Gerónimo Crame y Biempica.

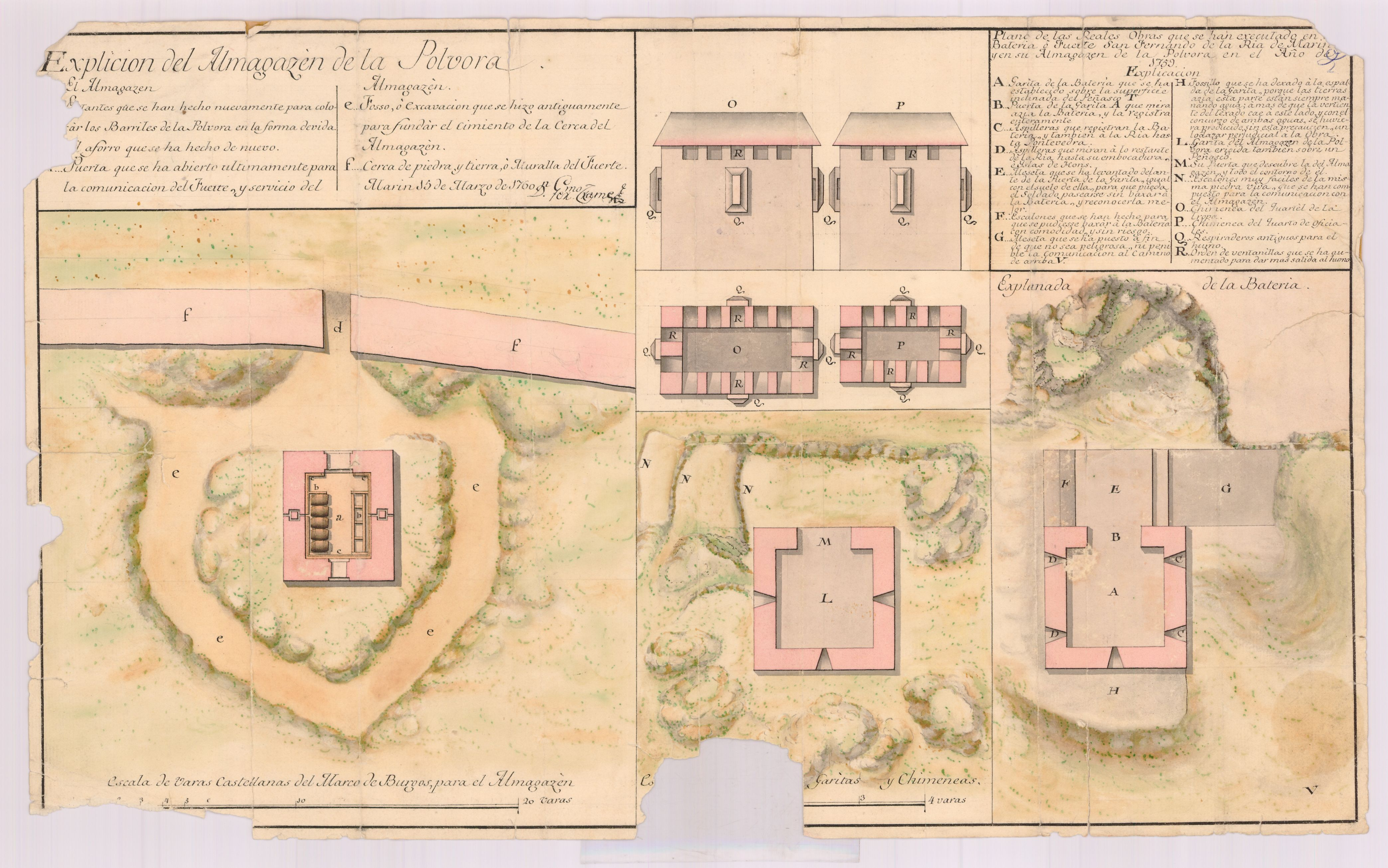
Plano de las Reales Obras que se han executado en... Batería ó Fuerte San Fernando de la Ría de Marin y en su Almagazen de la Polvora en el Año de 1759

En 1763 el ingeniero Feliciano Miguez y Pereira detalla entre las defensas de Galicia el mismo fuerte en uno de los detalles de su Mapa del Reino de Galicia. 

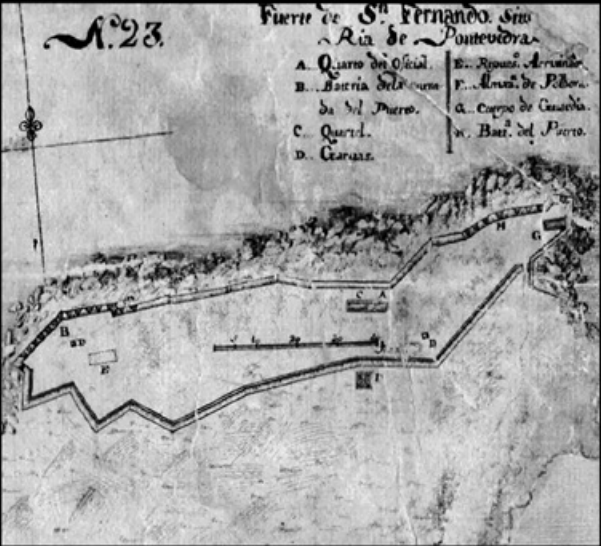
Feliciano Miguez Mapa del Reino de Galicia. Detalle Fuerte de San Fernando 1763

En 1764 D. José Cornide Saavedra en su "Descripción circunstanciada de la costa de Galicia, y raya por donde confina con el inmediato reino de Portugal" lo describe de la siguiente forma:
" A la entrada de este puerto se halla el Fuerte de San Fernando sobre un ribazo, o ladera, que abamandose un poco sobre la mar estrecha por esta parte el paso. Frente de el se encuentra una ysla grande despoblada, que llámase Tambo, que fué en otros tiempos famosa por el celebre santuario de San Miguel que huvo en ella. Dista de tierra como medio tiro de Cañón de fondo libre el passo, solo a embarcaciones pequeñas, y cuando por la parte donde está situado el fuerte segunda entrada en el a las embarcaciones de maior buque sin riesgo alguno.
El Fuerte contviene en dos baterías unidas por una línea de comunicación. La primera, que puede contener diez y seis piezas de cañón, defiende la entrada del puerto, y flanquea su avenida. Su constitución es de buena mampostería.
La segunda, que flanquea el Puerto contiene veinte ______, es de piedra y tierra, y el todo en mal estado. La línea de comunicación que tiene de siete a ocho pies de grueso está en mediano estado. Por la parte de tierra esta cerrado con un muro de piedra, y ___ haciendo varios ángulos entrantes, y salientes. Tiene su cuartel para cincuenta hombre, y siete Cañones montados. Los fuegos se dirigen contra toda la mar para impedir la entrada a las embarcaciones o estorbar que se lleven las que están refugiadas en el puerto."

En los planos del piloto Juan Patricio García "Plano que manifiesta lo general del trabajo hecho sobre plancheta en la costa de Galicia comprendida entre el río Miño y la boca del Sur de la ría de Padrón Levantado por orden del Rey en el año de 1779" aparece detallado en su punto 73 como "Villa y Fuerte de Marín"

Levantado por orden del Rey en el año de 1779 por el Sor. Piloto del número de la Real Armada Dn. Juan Patricio García
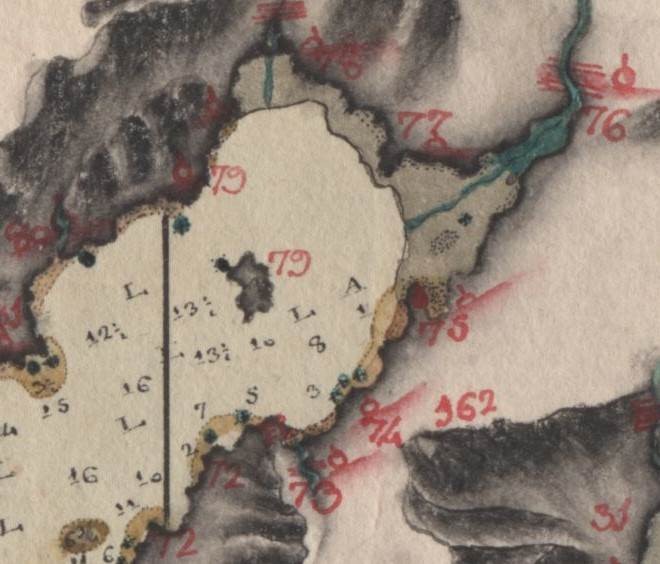
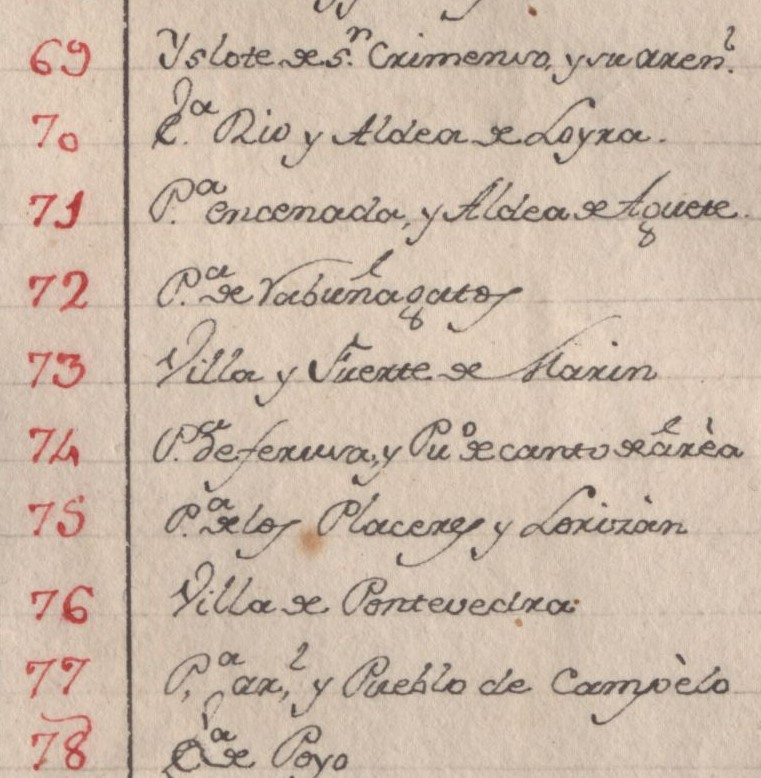

Aparece también en el " MAPA GEOGRÁFICO DEL REYNO DE GALICIA: Contiene las Provincias de Santiago, Coruña, Betanzos, Lugo, Mondoñedo, Orense y Tuy." de Tomás Mauricio López de Vargas Machuca del año 1784

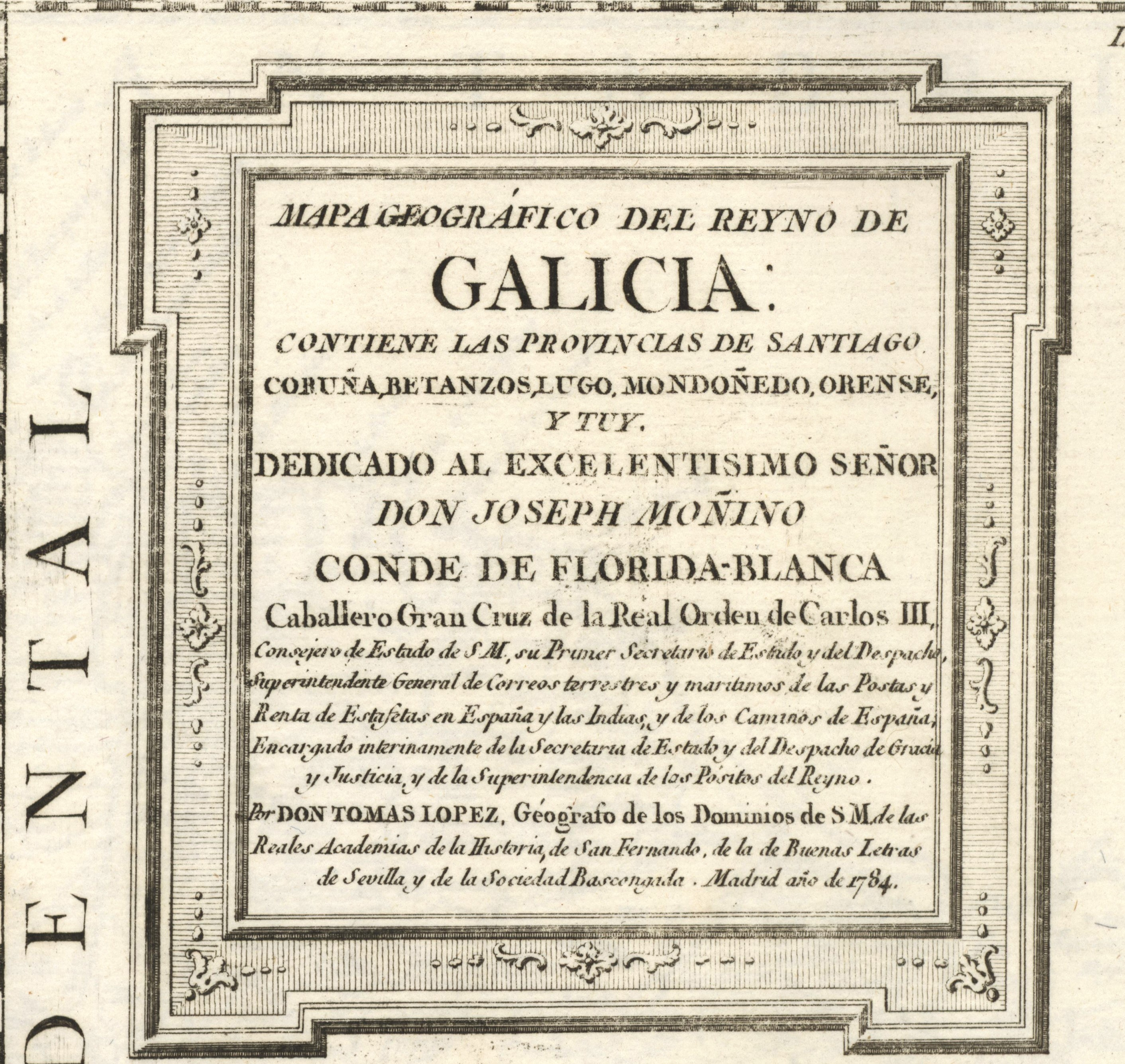
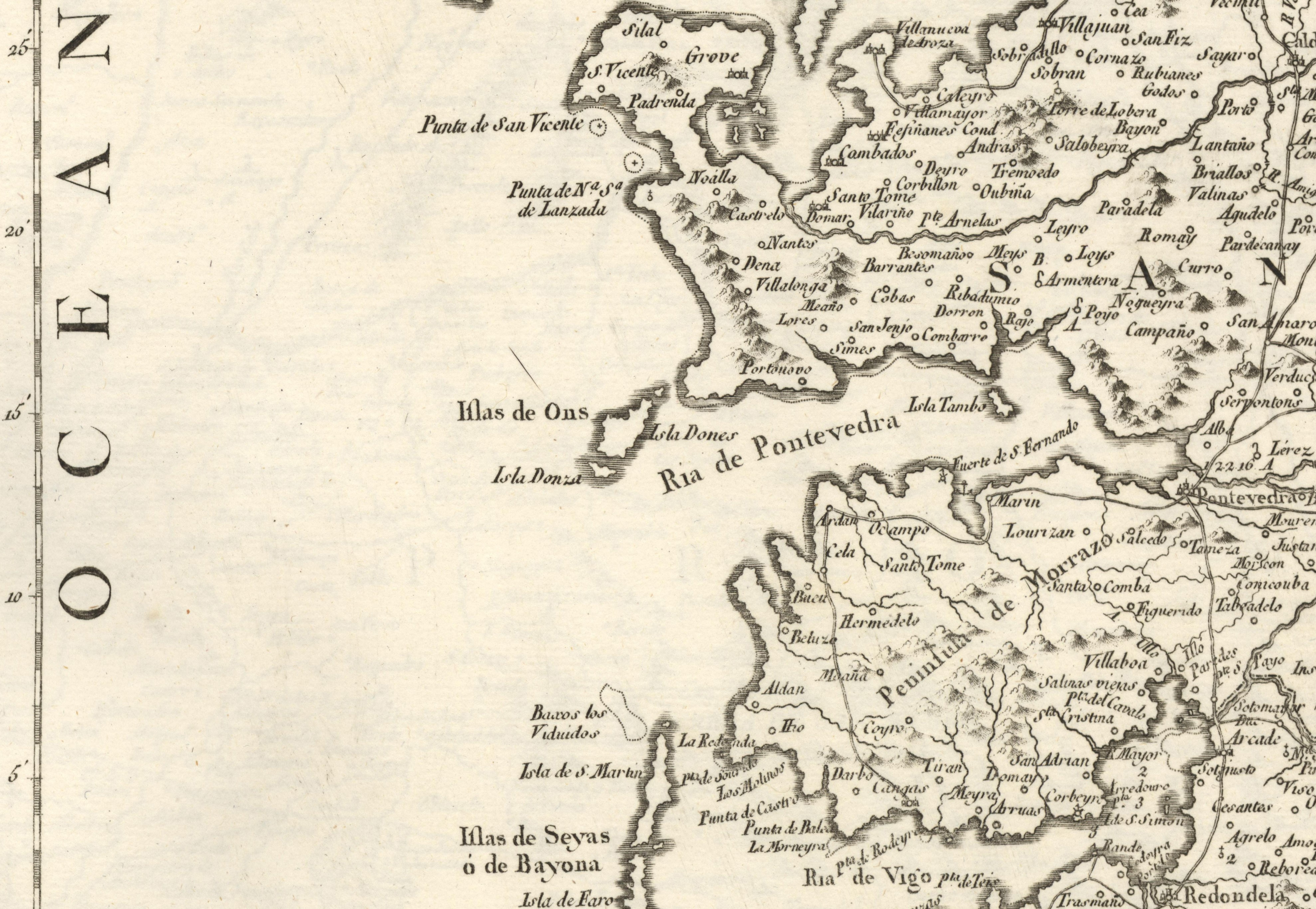

En 1785 de nuevo Feliciano Miguez Pereira ingeniero se propone realizar un almacén de cureñas y pertrechos de artillería.

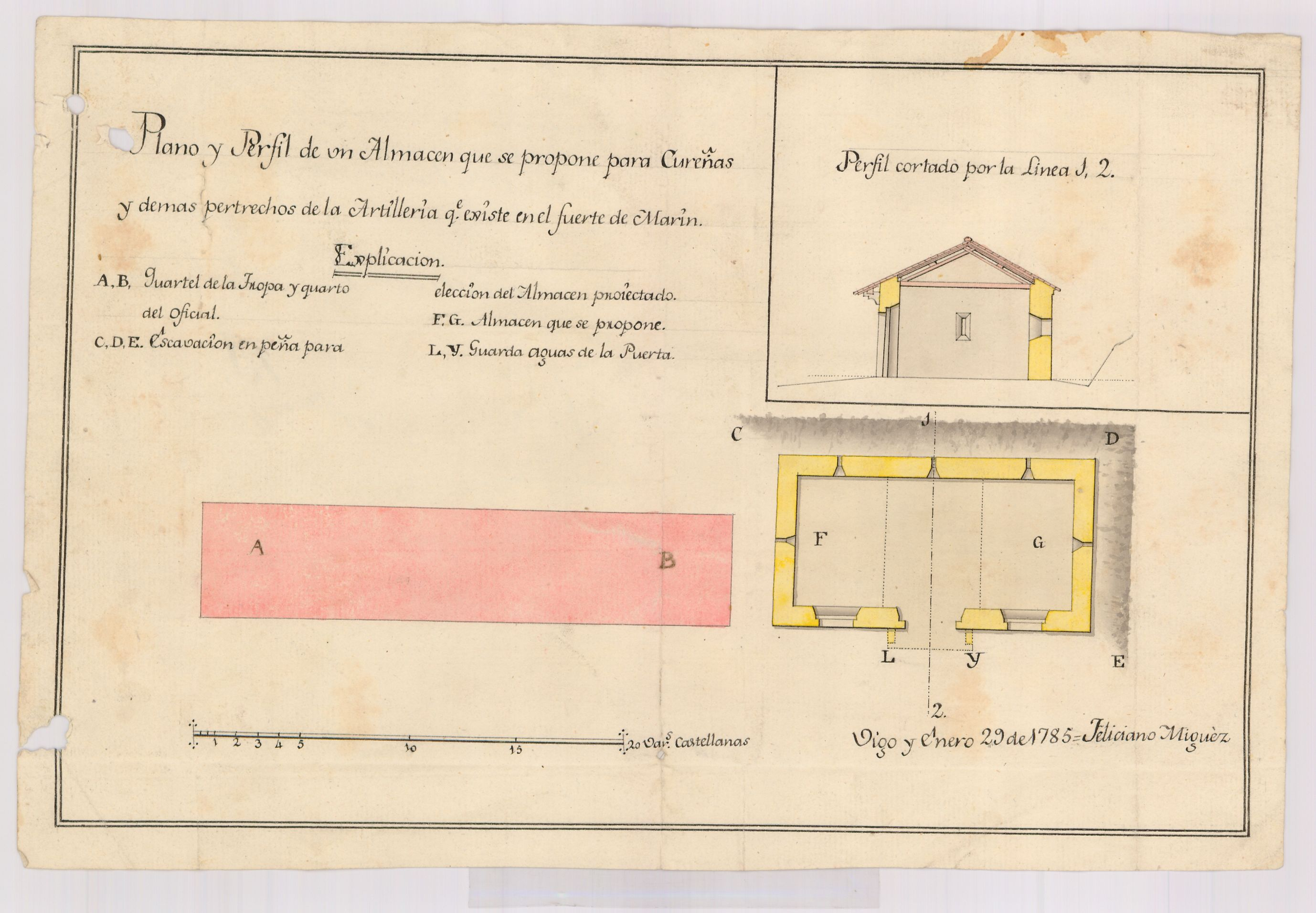
Plano y Perfil de un Almacen que se propone para Cureñas y demas pertrechos de la Artillería que existe en el fuerte de Marín

Aparece descrita como una Batería para 15 Cañones en la relación "Descripción de la ría de Vigo y puerto de Rande, y de la ría de Marín o de Pontevedra, y proyectos sobre las defensas de sus principales surgideros" en el oficio de remisión de Joaquín Berenguer Marquina a Alejandro Malaspina preparando su expedición. En la misma se recomienda que una segunda batería debería establecerse en la Isla de Tambo, de esta forma la Marina Inglesa no habría osado entrar en la Ría en 1719.

En 1793 ya aparece como arruinado en los planos del alférez de navío D. Antonio de Alcala Casano

Plano de la Ría de Pontebedra en q. comprehende la de Aldean : situada enla Ysla Onza pr. la latitud N. de 42º 23' 31'' pr. obserbación echa en lo más S.O. de ella / Levantado en los meses de Octubre de 1792 hasta Mayo de 1793 por el Alférez de Navio primer Piloto Dn. Antonio de Alcala
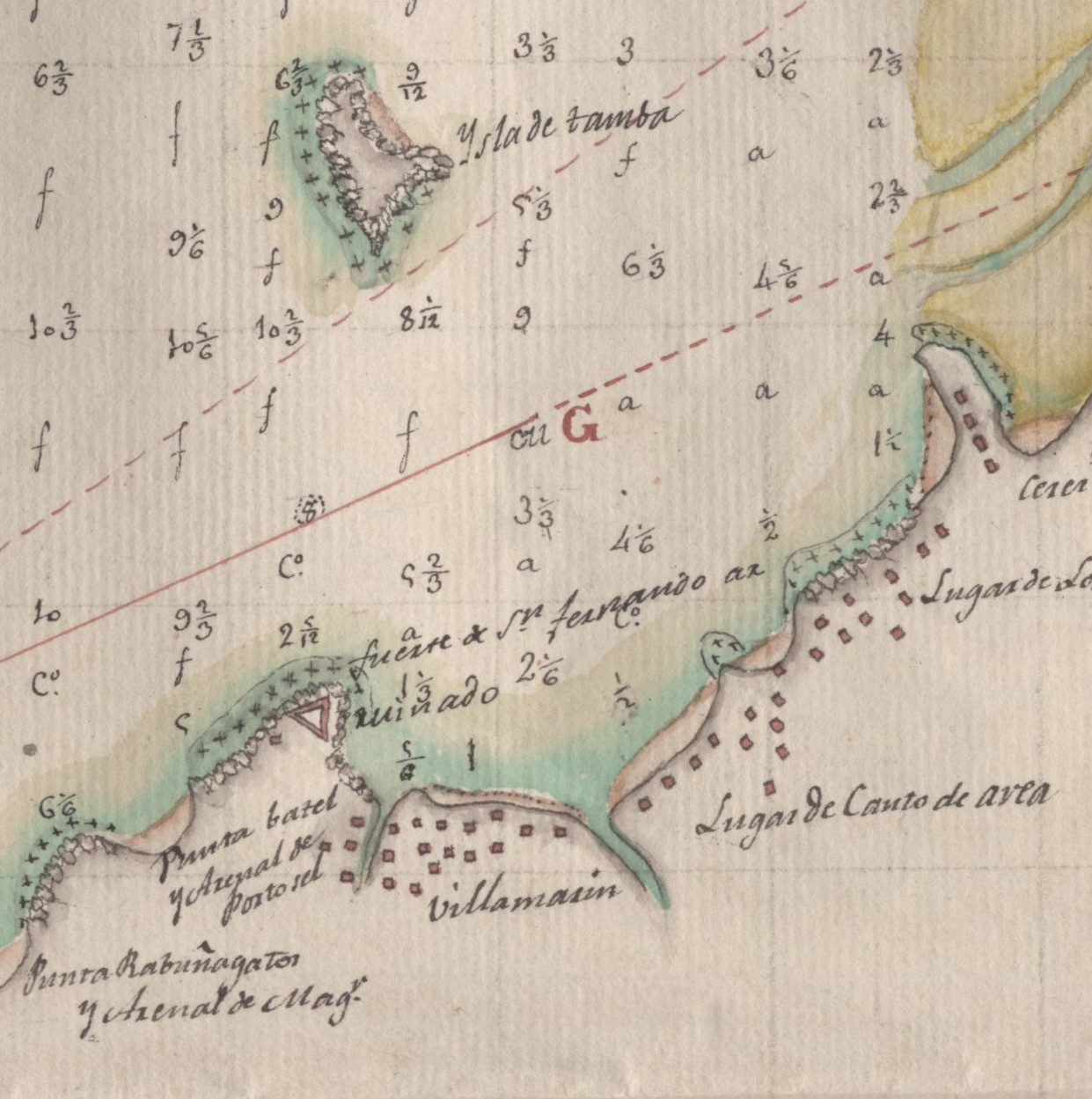
Detalle, indicando arruinado

La noche del 17 de mayo de 1801 varios botes de las fragatas H.M.S Päeton y H.M.S. Naiad ataca el puerto de Marín apoderándose de la fragata correo Alcudia y el destruyendo el paquebote armado Raposo, al haber desembarcado previamente sus velas y no pudiendo remolcarlo los ingleses lo incendian hundiéndose. Según comunica la London Gazette del 26 de mayo estaban protegidos por una batería de 5 cañones de 24 libras. 
En 1804 D. Lucas Labrada Secretario del Consulado de La Coruña en su “Descripción Económica del Reyno de Galicia” indica que sería necesario para la villa de Marín la construcción de un puente que facilite el paso al Fuerte de san Fernando en dirección a Cangas, necesitándose construir un puerto.

En la "Descripción de la costa del reino de Galicia" Anónimo depositado en los archivos del ministerio de defensa de aproximadamente 1810 se lo cita de la siguiente forma
A la Ría de Aldan siguen hasta Marín los puertos de Cela, Ardán, y Loira, cuyos habitantes se exercitaban en la pesca.
El Puerto de Marín es el mejor fondeadero de la Ría de Pontevedra; de cuya Villa dista solo una legua. Su población llega a 800 vecinos que comercian en varios paises extrangerso. El Puerto es capaz de una numerosa escuadra, y está cubierto por la banda del Norte por la pequeña Isla de Tambo ; su fondeadero es muy seguro sin escollos no bancos y está rodo rodeado de playa. A su entrada y enfrente de la Isla tiene una fortificación que se defiende y flanquea sus avenidas; componese de dos baterías unidas con una línea, y se llama Sn Fernando por haberse construido en el Reinado de Fernando 6º
Los naturales están inclinados a la pesca y tienen 46 barcos

En el "Diccionario geografico-estadistico de España y Portugal: dedicado al Rey Nuestro Senor," de D. Sebastián de Miñano se indica sobre el mismo:

MARIN (Santa María de), V. Ab. de España en Galicia prov. y arzobispado de Santiago, cabeza de la jurisdicción de su nombre. J.O. 500 vec 2,500 habitantes, 1 parroquia aneja de la de San Julian de Marín, 1 priorato de Bernardos, administ real de Salinas, intervención y junta de sanidad. Sit. al N. de la ria de su nombre y á la or. del mar, donde tiene un buen puerto que compite con el de Vigo, que es uno de los mejores de España. El de esta villa está defendido por el fuerte de San Fernando, con gobernador militar y está situado en una punta al E.N. E., y confina con el pueblo. Desde la guerra de la independencia se halla inutilizado así de murallas como de artillería, y estropeados los cuarteles y almacén de pólvora. Entre esta villa y la isla de Tamba está el fondeadero con 6 á 12 brazas de agua,de buen tenedero y capaz para bastantes navíos, con la excelencia de poderse dar en la isla una amarra á tierra.

En el "Diccionario geográfico-estadístico-historico de España y sus posesiones de ultramar" de Pascual Madoz Vol XI  de 1848 aún se lo cita sin indicar su estado.
MARÍN DE ABAJO (STA. MARÍA) ... El puerto de esta v. con su pequeño muelle es uno de los mas limpios, espaciosos , seguros y cómodos de toda la costa, y para entrar en él durante las mayores borrascas no se necesita práctico; abordan al mismo toda clase de buques sin exceptuar los de mayor porte , teniendo allí un excelente fondeadero que abriga de los vientos del S. la mencionada montaña , en la cual existe el cast. de San Fernando , y de los del O. la isla de Tambo 

Muelle de Marín. La ilustración gallega y asturiana : revista decenal ilustrada: Num. 22 (08/08/1880)

En los planos de la Ría de Pontevedra de 1862 por el alférez de navío D. José María Losada ya no aparecen restos del fuerte o construcciones en dicha punta. Tampoco en la Carta Geométrica de Galicia de Domingo Fontán de 1845.

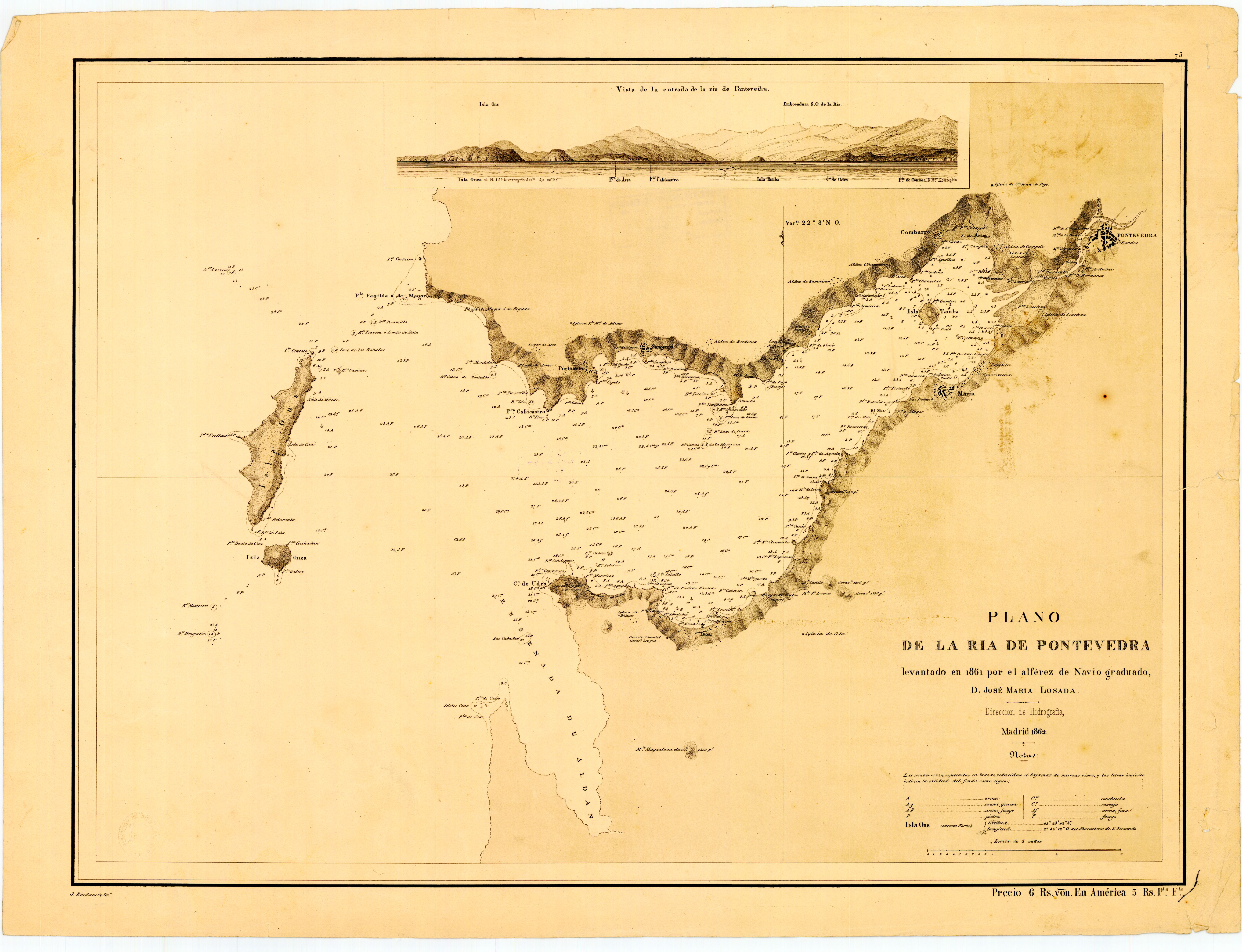
Plano de la Ria de Pontevedra / levantado en 1861 por el alférez de Navio graduado, D. José Maria Losada
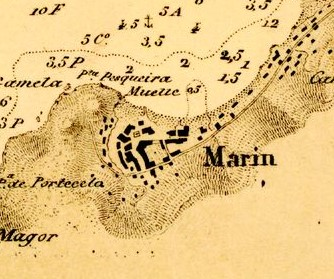
Detalle de la villa de Marín

Ya en 1896 en el "Derrotero de las costas de España y de Portugal : desde el Cabo Trafalgar hasta el Puerto de La Coruña " de Luis Bayo y López se cita así la punta Pesqueira o del Castillo:

Llamase también Punta del Castillo, sin duda por el antiguo fuerte de San Fernando, hoy en ruinas, que la dominaba. La punta es alta y pedregosa, y sobre su parte más culminante hay una garita.
Los terrenos que ocupaba el fuerte serán utilizados para la construcción en 1921 de la Escuela de Artillería y Tiro Naval "Janer".
En alguna foto del Polígono de Tiro parece adivinarse restos de sus muros. El Polígono de Tiro Janer posteriormente pasará a Cádiz siendo ocupados los terrenos por la Escuela Naval Militar de Marín.

## Marín y el Fuerte de San Fernando en la Guerra de Independencia 1809
En mayo de 1808 Galicia se levanta en armas contra los Franceses, empezando por La Coruña, a la que el siguen Santiago y otras poblaciones, para finalmente constituir unas Juntas, primero por poblaciones que después se reunirían en la Junta Suprema del Reino de Galicia. Las tropas del Ejército de Galicia, se integrarán en el Ejército de la Izquierda a las órdenes del General Joaquín Blake
Después de la evacuación del ejército inglés del Teniente General Sir. John Moore en enero de 1809 los franceses se apoderan del todo el territorio de Galicia y N. de Portugal empujando a los ingleses hacia Lisboa. El Mariscal Soult con el 2.º cuerpo, avanzaría hacia Oporto, mientras el Mariscal Ney con su 6.º Cuerpo protegería la retaguardia controlando el Noroeste. La entrada en La Coruña, supone la disolución de la Junta Suprema produciéndose una duplicidad de poder en función de si la ciudad o villa estaba ocupada por tropas napoleónicas. Soult dejará parte de su ejército en Galicia para el control del puerto de Vigo.
Se produce entonces un segundo alzamiento en armas contra el invasor, desde los primeras batallas de abril de 1809 en Casal de Eirigo, hasta la batalla de Puente Sampaio en junio, las tropas Francesas se vieron siempre hostigadas por alarmas, partidas de Guerrilleros y restos del ejército liderados por Pablo Morillo; hasta la Salida de Ney por Astorga en junio. 
Mientras tanto La Royal Navy apoyará activamente a la insurgencia. Durante febrero de 1809 cinco barcos de Guerra Ingleses merodearán las costas Gallegas, las Fragatas H.M.S. Endymion (40c), H.M.S. Statira (38c), la Balandra de Guerra H.M.S. Plover (18c) en La Coruña y Finisterre, mientras la Fragata H.M.S. Lively (38) y la Goleta H.M.S. Adonis (8c) lo harán en la zona de Oporto, 
Durante las primeras dos semanas de marzo las tripulaciones de diferente barcos de la marina Británica descargarán fusiles, pólvora y otros suministros para las fuerzas insurgentes en Marín, Pontevedra, Santiago y Villagarcía.
Los Franceses se apoderan del fuerte de San Fernando y de la villa de Marín el 29 de enero de 1809, por parte del General Pierre Hugues Victoire Merle.
El 4 de Marzo la alarma del Morrazo liderada por D. Juan Antonio Gago de Mendoza con el apoyo de las fragatas H.M.S. Statira, y H.M.S. Lively asalta y se apodera del fuerte de San Fernando, desembarcando fuerzas de la Marina Británica en la playa de la Almuiña, mientras los españoles lo hacían desde el Monte, produciéndose 20 muertos y numerosos heridos entre los franceses con 78 prisioneros, con un comandante y dos oficiales. A pesar del éxito parece que Gago de Mendoza fue destituido por Morillo.
Fondeados en Marín el día 8 de marzo se escucha desde Marín disparos de cañón en Pontevedra.

El 9 de Marzo un destacamento francés de 80 soldados de infantería y 4 de caballería, entra en Marín al mando de tres oficiales, pero es rechazado por el fuego de la Balandra de Guerra H.M.S. Plover (18c) y la fragata H.M.S. Lively , Los franceses se retiran por la tarde, acosados por el fuego de la artillería mientras una partida local se apodera de dos oficiales franceses un capitán y un teniente, entregándoselos al Capitán George McKinley del Lively. Este deja la Balandra en Marín y parte a Villagarcía el 11 de marzo. Mc.Kinley declarará en estos instantes en nota al almirantazgo:

It is with the most heartfelt. Satisfaction, that I can with Confidence afford their Lordships that the Spirit of the Galicians is arounded to the most enthusiastic Ardour, governed by a cool determined Courage, which the Feelings of Loyalty and Patriotism naturally inspire, and they confidently look for Aid to the Generosity of the British Government speedily to succour them with Aims and Ammunition to enable them to succeed in the glorious and just Cause which they have undertaken, to expel the perfidious Invaders of their Country.
Es con la más sentida satisfacción, que puedo con Confianza dar a Sus Señorías que el Espíritu de los Gallegos se circunda del Ardor más entusiasta, gobernado por un Coraje sereno y decidido, que naturalmente inspiran los Sentimientos de Lealtad y Patriotismo, y buscan confiados el Auxilio de la Generosidad de los Gobierno Británico a socorrerlos rápidamente con Objetivos y Municiones para permitirles tener éxito en la gloriosa y justa Causa que han emprendido, para expulsar a los pérfidos Invasores de su País.

Estos hechos son citados de la siguiente forma el 2 de noviembre de 1809 (un año y medio después) por el capellán Fr. Francisco Suarez Parada, en ___

Día 9.-El Comandante que se decía de la plaza, consumido de celos por hallarse á la vista de esta villa, y enfrente del castillo de Marín, una fragata y una corbeta inglesa, entró en el delirio de abordarlas, y destinando una partida. de 150 hombres, partieron á dicho puerto. Los sabios ingleses que conocen bien el genio inquieto y emprendedor de los revoltosos del mundo, habían previsto el atentado y clavado los cañones de dicho castillo. De llegados al arenal, fueron luego bien saludados por la metralla de ambos buques, matándoles á unos 20, é hiriendo á muchos. Siguieron, no obstante, al castillo, desde donde pensaron vengar el agravio; mas, sobre no poder ofender con los cañones, ya los ingleses desembarcaran por detrás del castillo unos, y los otros lo estaban verificando á cubierto de la punta de Placeres, para así cogerlos entre fuegos. No echaron de ver tan pronto el ardid, que antes de haberse retirado por el monte, no quedase el Capitán de la parti- da prisionero con catorce soldados. Mientras estas maniobras, el nombrado Comandante de esta plaza, todo lleno de orgullo, sentado en el crucero de San Roque de esta villa, observaba los movimientos de unos y otros, asegurando á los circunstantes que ya la fragata y corbeta fueran abordadas por las lanchas, que justamente eran las cañoneras que ofendieron á sus soldados.

Los hechos del 9-10 de marzo los relata así El Patriota Compostelano en su número 61 del 14 de septiembre de 1809 las acciones en el entorno de la Ria de Pontevedra
Continuación de las operaciones militares de Galicia.
Conmoción , y hechos militares del puerto de Marín desde el 10 de Marzo hasta 9 de Junio.

En 10 de Marzo la villa de Marín se alarmó contra el tirano, y dió principio á sus fatigas militares matando en el mismo dia á un soldado francés, y aprisionando á un comandante , á un oficial , un sargento y un soldado , que entregó á la fragata inglesa la Libely, que durante el día había hecho fuego contra los franceses que de Pontevedra vinieron á este puerto.
El Gobernador D. Eugenio Iglesias y D. Francisco Olíver Ayudante militar de Marina en este puerto, comunicaron esta noble y patriótica resolución á los Curas párrocos y Justicias de Morrazo, dirigiendo una proclama para conmover á sus parroquianos y jurisdicionales contra el común enemigo, y que á este efecto se uniesen con los de la citada vilia: también se armaron quatro lanchas cañoneras al mando de D. Francisco Oliver, y de las que fueron nombrados comandantes particulares el Alférez de fragata D. Josef de la Quadra, D. Josef Oliver, D. Francisco de Pazos y D. Pedro Crespo, y se formó un cordón desde Salcedo hasta el monte Loureyro, en que se estableció una vigía para la inteligencia de las cañoneras con el nuevo exército, que estubo al mando de D. Gregorio González, y por indisposición de éste al de D. Manuel Alarcon.
El 13 de Abril subieron las lanchas cañoneras hasta Mollebao, á tiempo que los enemigos ocupaban Campolongo y S. Roque: rompieron, el fuego las cañoneras, al que correspondieron los enemigos: al cabo de quatro horas, y después de haber desmontado un canon enemigo, cesó el fuego de las cañoneras , á las que la maréa no permitió subsistir allí por mas tiempo: inmediatamente entraron partidas de guerrilla de los paisanos de Marin , é hicieron retroceder á los enemigos hasta el campo de S. Josef donde estaba el grueso de su exército.
El 16 se dirigieron los enemigos al puente S. Payo, los que al pasar por Salcedo fueron incomodados por nuestras guerrillas.
La mañana del 18, los enemigos rechazados en el Porrino, volvieron al puente de Pontevedra, donde fueron batidos por las cañoneras.
En los días 7, 8, y 9 de Junio hubo un continuado fuego entre nuestros paisanos y los enemigos, que intentaron penetrar por este país, del que huyeron bien escarmentados; con lo que se consiguió libertar al partido de Morrazo de la esclavitud y tiranía francesa.
ADVTERTENCIA.
Para gobierno de los amantes dé las glorias de Galicia que dignamente se emplean en trabajar y remitirnos relaciones de sus operaciones militares para que se noticien al 'Público , debemos advertir, que ellas deben venir bien circunstanciadas , y ademas firmadas de una persona fidedigna, que salga garante de su autenticidad , para que podamos darle lugar en esté Periódico; siendo este el motivo por que no hemos insertado algunas que hemos recibido sin estos, requisitos.
El día 12 de marzo abandona la Lively Marín en dirección a la isla de Ons, haciéndolo el 17 de marzo la Plover con órdenes para el almirantazgo.
On my coming to this place on the 11th inst. I left the Plover at Marin, the French being at Pontevedra, but have received information to-day, that a division of the Spanish army, under the command of the Mar- quis de Valladeres, was attacked on the 11th by Marshal Soult, who has since retired to Tuy, and ordered all his detachments in the vicinity of Vigo to join him by forced marches; I would not therefore detain her longer. I have the honour to be, &c. (Signed) GEO. M'KINLEY.
El 15 de Abril se publica en Sevilla en la Gazeta Extraordinaria del Gobierno carta del coronel D. Pablo Morillo del regimiento de infantería de voluntarios de España; indicando que una fuerza de 1800 franceses estacionados en Pontevedra se dirigen a Vigo. Pretende interceptarlos en Pontesampaio por lo que pide a D. Juan Antonio Gago de Mendoza Sr del Chirleu y vecino Seixo, Marín; que manda 500 paisanos y dos piezas de artillería de a 8'' que se coloquen en las mejores posiciones al mando del Alferez de Navío D. Juan de O'Dogherti 

## Gobernadores de la plaza
| 1707 | 1708 | D. Francisco de Zúñiga y Nogueira                                                        |                  |
| 1713 | 1714 | D. Fernando Vitor de Ortega                                                              |                  |
| 1768 | 1769 | D. Benito Baños                                                                          |                  |
| 1770 | 1772 | D. Benito Baños                                                                          | Teniente         |
| 1773 |      | D. Benito Baños                                                                          | Capitán          |
| 1774 |      | Errata asignando a D. Thomas González de Anleo del Castillo de San Martín en R.de Ferrol |                  |
| 1775 | 1780 | D. Benito Baños Pereira                                                                  | Teniente         |
| 1781 | 1789 | D. Benito de Baños Pereira                                                               | Capitán          |
| 1790 | 1805 | D. Antonio la Prieta Galiano                                                             | Capitán          |
| 1806 |      | D. Antonio la Prieta Galiano                                                             | Teniente Coronel |
| 1807 | 1809 | D.Eugenio Iglesias                                                                       | Capitán          |
| 1815 | 1816 | D. Eugenio Iglesias En 1816 Por ascenso del que lo servía se ofrece la plaza por 160Rs.  | Capitán          |
| 1817 |      | Vacante                                                                                  |                  |
| 1818 | 1823 | D. Joaquín García                                                                        | Teniente         |
| 1824 | 1826 | Vacante                                                                                  |                  |
| 1827 | 1842 | D. Antonio Tono                                                                          | Subteniente      |
| 1835 |      | D. José Gayoso Benito                                                                    |                  |
| 1843 | 1859 | No aparece el Fuerte de San Fernando de Marín                                            |                  |

## Estado actual, ruinas
Las fotos antiguas de la zona de 1900-1905 ya no muestran restos del castillo, solo las construcciones asociadas a la pesca que se realizaron sobre la punta del fuerte
Se han solicitado la paralización de algunas obras en la Rua do Forte para que se estudie si podría haber restos arqueológicos de la antigua construcción. 